# Bataille du lac Saint-Sacrement
Guerre de Sept Ans
Batailles
- Jumonville Glen (1754)
- Fort Necessity (1754)
- Fort Beauséjour (1755)
- 8 juin 1755
- Monongahela (1755)
- Petitcoudiac (1755)
- Lac George (1755)
- Fort Bull (1756)
- Fort Oswego (1756)
- Kittanning (1756)
- En raquettes (1757)
- Pointe du Jour du Sabbat (1757)
- Fort William Henry (1757)
- German Flatts (1757)
- Lac Saint-Sacrement (1758)
- Louisbourg (1758)
- Le Cran (1758)
- Fort Carillon (1758)
- Fort Frontenac (1758)
- Fort Duquesne (1758)
- Fort Ligonier (1758)
- Québec (1759)
- Fort Niagara (1759)
- Beauport (1759)
- Plaines d'Abraham (1759)
- Sainte-Foy (1760)
- Neuville (1760)
- Ristigouche (navale) (1760)
- Mille-Îles (1760)
- Signal Hill (1762)

La bataille du lac Saint-Sacrement est une bataille de la guerre de la Conquête qui eut lieu le 13 Mars 1757. Elle a opposé des compagnies de rangers britanniques menées par Robert Rogers à des troupes françaises et amérindiennes. La bataille a eu lieu près du lac Saint-Sacrement, qui se trouve aujourd'hui dans le nord de l'État de New York, mais qui était alors dans la zone frontalière entre la province britannique de New York et la province du Canada, en Nouvelle-France.
Rogers a mené un groupe d'environ 180 rangers et réguliers pour reconnaître les positions françaises. Le commandant de l'armée française au Fort Carillon avait été averti de leur mouvement, et a envoyé une force composée principalement d'Amérindiens pour les rencontrer. Dans de violents combats, les troupes britanniques ont été décimées, avec plus de 120 pertes. Les Français ont cru que Rogers avait été tué dans cette action du fait qu'il a été forcé d'abandonner son blouson régimentaire contenant ses documents de la commission au cours de l'évasion de la scène.
Cette bataille a donné lieu à une légende selon laquelle Rogers aurait échappé à la capture en glissant le long d'une paroi rocheuse sur près de 120 mètres jusqu'à la surface gelée du lac Saint-Sacrement. Cet endroit est maintenant connu sous le nom de Rogers Rock ou Rogers Slide.

## Contexte
La guerre de la Conquête a éclaté en 1754 entre les colons britanniques et français en raison de différends territoriaux le long de leurs frontières coloniales, et s'est intensifiée l'année suivante avec l'intervention de troupes régulières. Jusqu'en 1756, les Français obtiennent des succès dans la plupart de leurs batailles frontalières contre les Britanniques. Leur seul échec notable a lieu lorsque les Britanniques stoppent leur avancée vers le sud depuis le lac Champlain à la bataille du lac George en 1755. Depuis leurs bases à Fort Saint-Frédéric (situé à l'endroit de ce qui est aujourd'hui Crown Point) et Fort Carillon, les Français et leurs alliés amérindiens continuent de reconnaître et de scruter les défenses britanniques sur le lac Saint-Sacrement et le cours supérieur de l'Hudson. Les Britanniques, qui ont moins d'alliés amérindiens, ont recours à des compagnies de rangers pour leurs activités de reconnaissance. Les compagnies de rangers étaient organisées et dirigées par Robert Rogers, et sont finalement devenues connues sous le nom de Rogers' Rangers.

## Bataille
Les hommes de Rogers tendent immédiatement une embuscade. Lorsque les hommes de la Durantaye arrivent à leur portée vers 14 h, les Britanniques ouvrent le feu, tuant « plus de quarante Amérindiens », selon Rogers. Les hommes de Durantaye se retirent alors en désordre. Rogers et environ la moitié de ses hommes les prennent en chasse, oubliant dans leur course de recharger leurs fusils tandis que d'autres s'arrêtent pour récupérer des scalps. Les hommes de Langy, alertés par les coups de feu, mettent en place leur propre embuscade. Lorsque les hommes de Rogers arrivent, les soldats de Langy tuent ou blessent environ 50 hommes. Les Rangers combattent vaillamment, étant donné qu'ils sont surpassés en nombre et que leur nombre diminue rapidement. Ils font plusieurs tentatives fructueuses pour éviter d'être flanqués, mais après une heure et demie de combat acharné, leur nombre est significativement réduit. Le reste de la force britannique tente alors de s'échapper de la bataille. Rogers et certains de ses hommes s'enfuient mais un groupe d'hommes se rendit, avant d'être tués et scalpés lorsqu'un scalp est découvert dans la poche de l'un des hommes.